# Nova Akropola
Albums de Laibach
Neu Konservatiw
(1985) The Occupied Europe Tour 1985
(1986)
Nova Akropola est le deuxième album studio de Laibach, sorti le 8 février 1986.

## Historique
Nova Akropola est enregistré et mixé en 1985 aux Metropolis Studio, Oasis Studio et Guerilla Studio. Les membres du groupe à cette période sont Milan Fras, Dejan Knez , Ervin Markošek et Ivan Novak.
Album proche de son prédécesseur Laibach, Nova Akropola reprend certains titres de ce dernier dans des éditions ou mixages différents, comme « Država », sur lequel est échantillonné un extrait d'un discours de Tito. Le titre « Panorama », dont la mélodie est inspirée par le premier mouvement (« Mars, the Bringer of War ») de l’œuvre Les Planètes de Gustav Holst, était aussi déjà présent sur Laibach. Il incorpore ici dans sa partie finale un sample supplémentaire. De même, le titre « Decree » est plus long de deux minutes que son faux jumeau de « Dekret ». Lent et oppressant, le titre éponyme de l'album « Nova Akropola » intègre le cri de ralliement des fascistes italiens « Eia, Eia Alala » répété comme un mantra. A cet ensemble le groupe inclut des samples d’artistes classiques ou contemporains comme Krzysztof Penderecki.
L'illustration de Nova Akropola est l'assemblage des œuvres de deux artistes. Le fond de l'image provient ainsi d'Innenraum (1981) de Anselm Kiefer et le premier plan représente l'un des éléments les plus importants de l'iconographie de Laibach, le cerf, ici tiré de The Monarch of the Glen du peintre Edwin Landseer.

### Vidéos
« Država » (« L’État ») fait l'objet de la première vidéo du groupe, réalisée par Daniel Landin et filmée en septembre 1986 à Londres, au Sadlers Whells Theatre. Laibach y collabore alors avec la troupe du chorégraphe Michael Clark, dans le cadre du spectacle No Fire Escape in Hell. Les postures militaires des quatre membres du groupe contrastent avec la fluidité des danseurs. Le titre d'introduction, en slovène, anglais et allemand, montre la volonté de Laibach de s'adresser à une audience plus large.
Le morceau « Die Liebe » est mis en images par Marijan Osole en 1986. Le rendu est assez similaire à la vidéo de « Država » mais l'ensemble est filmé avec plus de violence. La croix noire, devenue un classique du groupe, surplombe le groupe illuminé par des stroboscopes et une lumière crue.

## Liste des titres

### Version CD
| No  | Titre                        | Auteur                             | Durée |
| --- | ---------------------------- | ---------------------------------- | ----- |
| 1.  | Vier Personen                | Jani Novak                         | 5:26  |
| 2.  | Nova akropola                | Jani Novak, Milan Fras, Dejan Knez | 6:55  |
| 3.  | Krvava gruda - plodna zemlja | Jani Novak, Milan Fras, Dejan Knez | 4:07  |
| 4.  | Vojna poema                  | Jani Novak                         | 3:12  |
| 5.  | Ti, ki izzivaš               | Bernard Herrmann                   | 1:20  |
| 6.  | Die Liebe                    | Milan Fras                         | 4:26  |
| 7.  | Država                       | Jani Novak                         | 4:19  |
| 8.  | Vade Retro                   | Dejan Knez                         | 4:33  |
| 9.  | Panorama                     | Jani Novak, Milan Fras, Dejan Knez | 4:52  |
| 10. | Decree                       | Jani Novak, Milan Fras, Dejan Knez | 6:41  |

## Crédits
- Laibach - auteur compositeur, production
- David Black - conception graphique
- Laibach Kunst - conception graphique
- Jurij Toni - production
- Ken Thomas - production
- Rico Conning - production

## Versions
| Type | Label                  | Référence   | Année | Pays                        |
| ---- | ---------------------- | ----------- | ----- | --------------------------- |
| LP   | Rebel Rec.             | RE 0019     | 1986  | Allemagne, Autriche, Suisse |
| LP   | Cherry Red             | BRED 67     | 1986  | Royaume-Uni                 |
| LP   | Vap                    | 35173-25    | 1986  | Japon                       |
| LP   | Wax Trax! Records      | WAX 7080    | 1989  | USA                         |
| LP   | Optic Nerve Recordings | OPT4.016    | 2014  | USA                         |
| CD   | Cherry Red             | CD MRED 67  | 1988  | Royaume-Uni                 |
| CD   | Wax Trax! Records      | WAXCD 7080  | 1989  | USA                         |
| CD   | Cleopatra Records      | CLEO 9483-2 | 1994  | USA                         |
| CD   | Cherry Red             | CD MRED 67  | 2002  | Royaume-Uni                 |
| K7   | Wax Trax! Records      | WAXCS 7080  | 1989  | USA                         |